# AFI Group

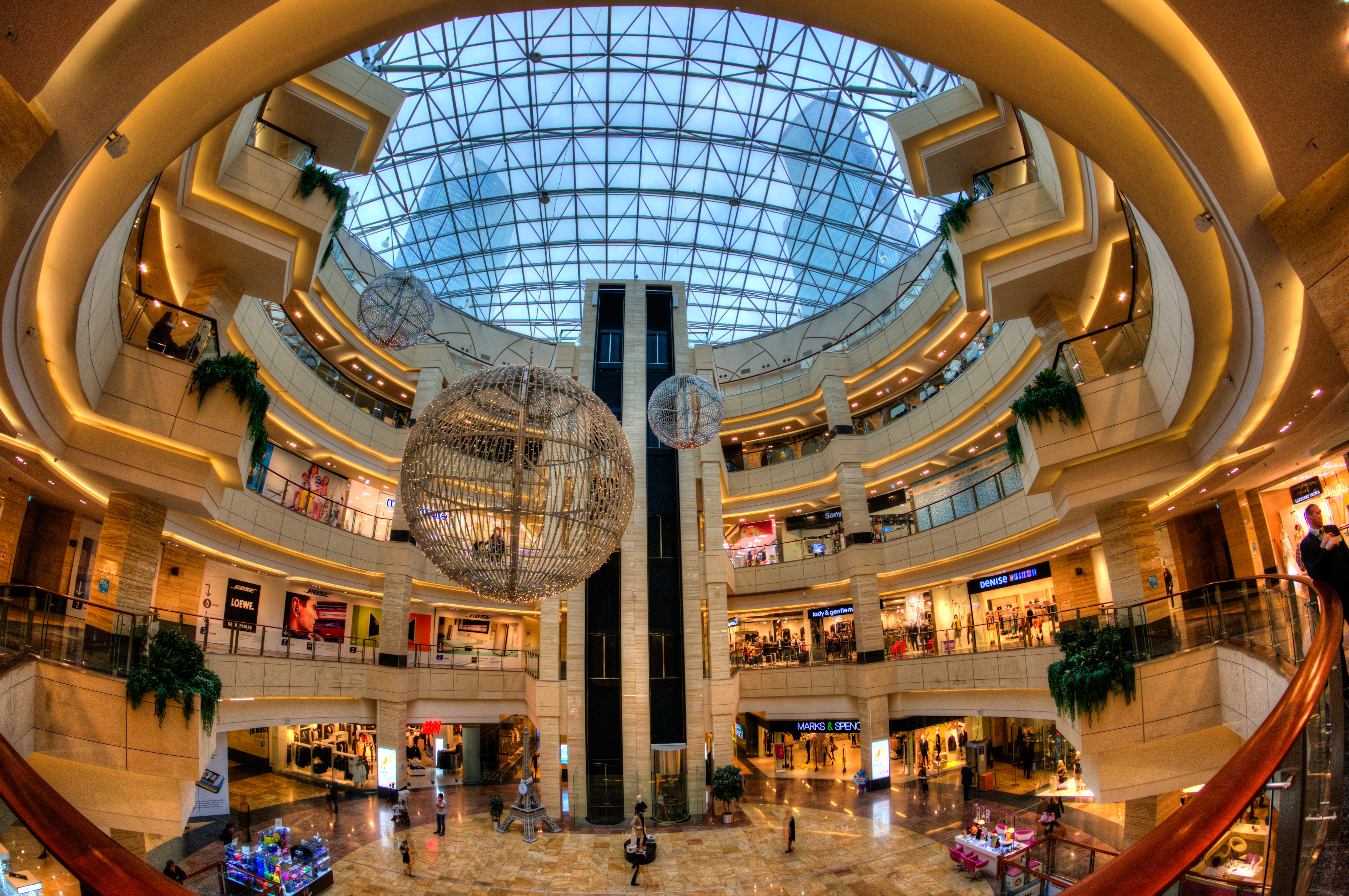
AFI Mall Moscova

Africa Israel Investments este un holding diversificat și companie de investiții internațională, cu sediul în Israel.
Grupul este deținut în proporție de 75% de miliardarul Lev Leviev.
Compania Africa Israel Investments funcționează din 1934, fiind în prezent listată la bursa din Tel Aviv.
Grupul Africa Israel dezvoltă activități în variate domenii - de la parcuri rezidențiale la proprietăți ce rentabilizează investiția, centre comerciale, industria energetică, modă, telecomunicații și media.
Pe lângă Europa, trustul activează și in SUA, Rusia, Orientul Îndepărtat și Israel.
Cifra netă de afaceri raportată pentru 2007 este de 764 milioane de euro, de cinci ori mai mare decât în anul 2006.
În domeniul imobiliar rezidențial și comercial este activ prin proiectele sale în țări precum Cehia, Serbia, România, Bulgaria, Germania, Letonia, Polonia și Ungaria.
Divizia AFI Hotels operează zece hoteluri în Israel, care totalizează 2.250 de camere, incluzând Crowne Plaza și Holiday Inn.
Compania mai deține un hotel cu spa în Rusia, un hotel în Germania, trei hoteluri în București și este în proces de extindere a operațiunilor în Europa.

## Africa Israel în România

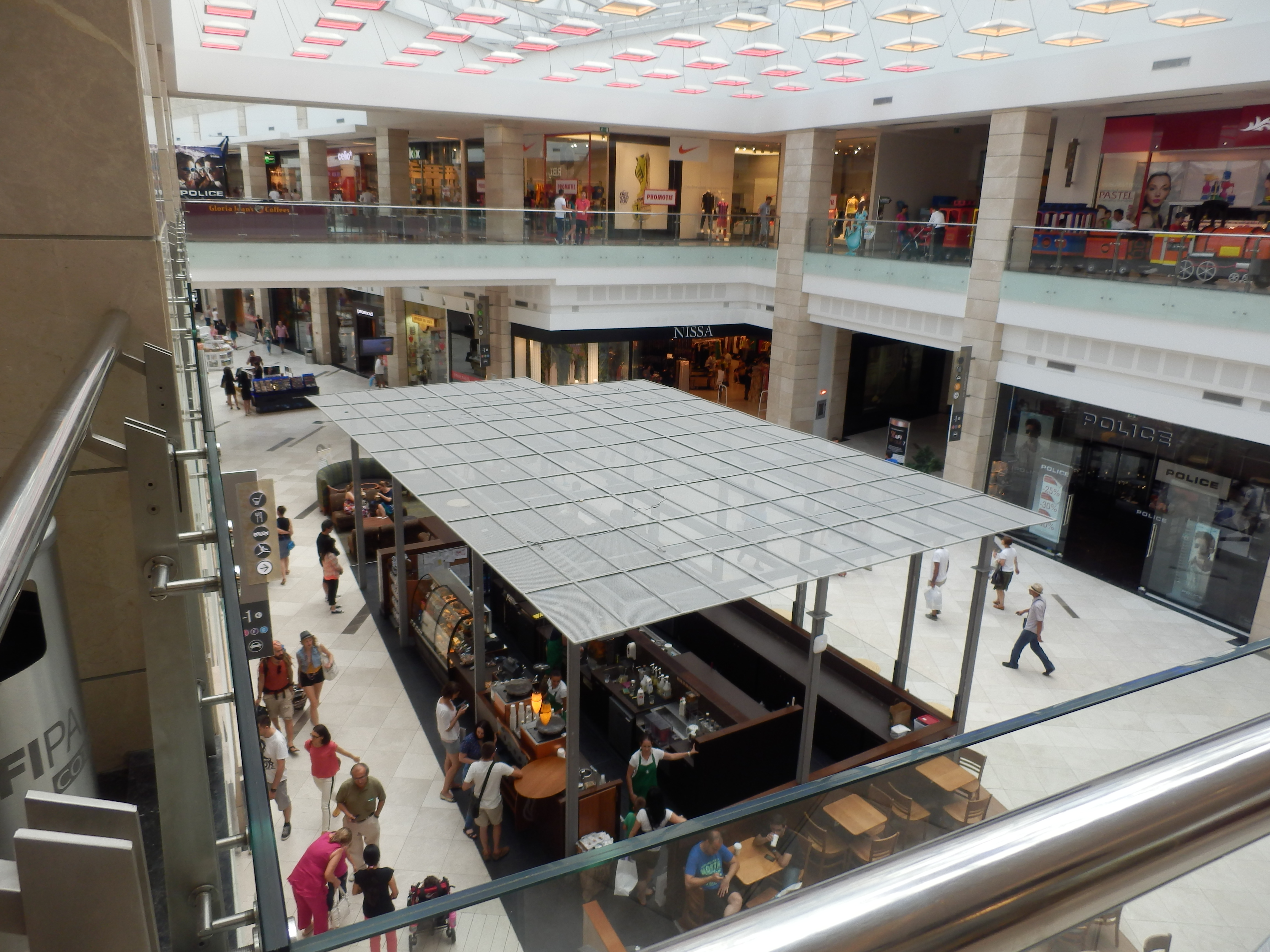
AFI Palace Cotroceni

Grupul Africa Israel este prezent și în România, prin divizia AFI Europe, care deține centrul comercial AFI Cotroceni Park din București.
De asemenea, grupul deține, prin divizia AFI Hotels, următoarele hoteluri în București: Hotel Opera (33 de camere), Hotel Central (62 de camere) și Hotel Venezia (49 de camere).
Printre proiectele AFI Europe în România se numără AFI Cotroceni Park, AFI Palace Brașov, AFI Palace Arad, AFI Palace Ploiești, centre comerciale și clădiri de birouri, AFI Palace Bucureștii Noi, situat pe terenul fabricii Laromet, centru comercial, dar și ansamblurile rezidențiale AFI Golden City, situat pe terenul fabricii Laromet, AFI Gardens, situat în Pipera, AFI Towers, situat pe terenul fostei fabrici Inox, AFI Village, situat în Buftea, și AFI Green City, situat în Măgurele.